# Droits LGBT en Haïti
La vie des personnes LGBT (lesbiennes, gays, bisexuels et transgenres) en Haïti est soumise à l'instabilité politique du pays, à la prédominance de la religion catholique et à la pauvreté qui touche une grande partie de la population. Bien que peu de lois soient utilisées contre les personnes LGBT en Haïti, elles trouvent encore peu de soutien.

## Statut légal
Les relations sexuelles entre adultes de même sexe consentants et dans la sphère privée sont légalement permises depuis 1986. La majorité sexuelle est de dix-huit ans.
En 2017, une loi adoptée par le Sénat prévoit que « les auteurs, co-auteurs et complices » d'un mariage entre deux personnes de même sexe risquent une peine de trois ans de prison ferme et une amende de 500 000 gourdes (environ 7000 euros). Par ailleurs, elle bannit « toutes manifestations publiques d'appui à l'homosexualité et de prosélytisme en faveur de tels actes », ce qui constitue, pour Marianne, une homophobie d'État.

## Sida/VIH
Lors de l'apparition de l'épidémie de sida, le virus a été présenté comme transmis entre autres par les Haïtiens. Bien qu'affectant surtout les hétérosexuels en Haïti, le sida y a été très vite associé aux homosexuels, ce qui a renforcé leur stigmatisation, malgré les actions d'information de personnalités haïtiennes comme Nancy Roc ou Arnold Antonin. Le manque de structures socio-médicales freine la lutte contre l'épidémie.

## Société et culture
En 2008, quelques personnes ont défilé lors de la première marche des fiertés du pays. 
En 2010, à la suite du tremblement de terre touchant l'île et les problèmes qui en découlent, le groupe FACSDIS est fondé à Port-au-Prince. L'association vise à regrouper et se battre pour les droits des femmes lesbiennes et bisexuelles.
Le 17 mai 2012 a eu lieu le premier congrès national contre l'homophobie,. La même année, l'association Kouraj crée le mouvement M pour lutter contre l'homophobie.
Il existe seulement deux associations LGBT reconnues en Haïti. Elles sont quotidiennement victimes d'insultes, de menaces et de violences.